# Tramvajová trať Chotkovy sady – Špejchar
Tramvajová trať Chotkovy sady – Špejchar v Badeniho ulici v Praze propojuje od roku 1912 po hranici Holešovic a Hradčan trať vedenou ulicemi Chotkova a Mariánské hradby s tratí v ulici Milady Horákové.

## Historie
Trať z Letné k nádraží Bruska (dnes Praha-Dejvice, u dnešní stanice metra Hradčanská) byla uvedena do provozu jednokolejně 21. listopadu 1908, od 5. listopadu 1911 byl úsek u křižovatky Špejchar zdvojkolejněn.
Na trati Klárov – Královský Hrad byl zahájen provoz 30. ledna 1910.
26. května 1912 (původně bylo zahájení povoleno od 31. května) byla po odstranění městských hradeb v oblasti dnešní ulice Badeniho u příležitosti sokolského sletu na Letné otevřena několik set metrů dlouhá propojovací tramvajová trať. Až do vzniku Velké Prahy v roce 1922 tato trať překračovala čáru potravní daně.
Návrh z roku 1916 na navazující trať na protilehlé straně křižovatky Špejchar směrem do Bubenče a Dejvic byl kvůli úrovňovému křížení železnice zamítnut.
V projektu změn v souvislosti se zahájením provozu linky A metra v roce 1978 se ještě v roce 1972 počítalo se zrušením tratí kolem Pražského hradu, v Chotkově a Badeniho ulici a na Mánesově mostě. Tento záměr nakonec nebyl uskutečněn.
V roce 1994 (1995) prošla trať kompletní rekonstrukcí. Je umístěna na příčných pražcích a kryta žulovou dlažbou.

## Trasa a zastávky

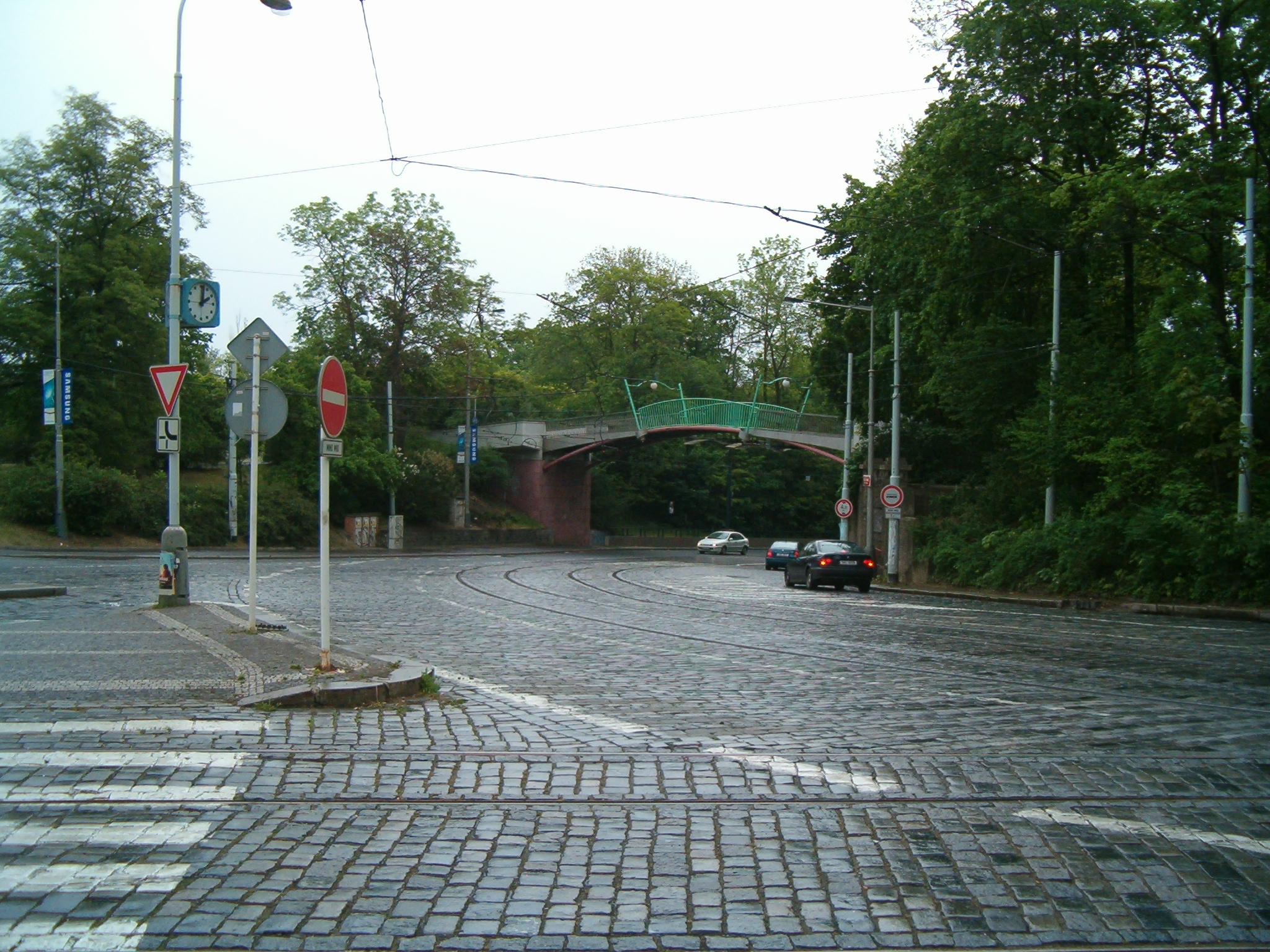
Křižovatka Chotkovy sady, trať z Badeniho ulice se připojuje zleva

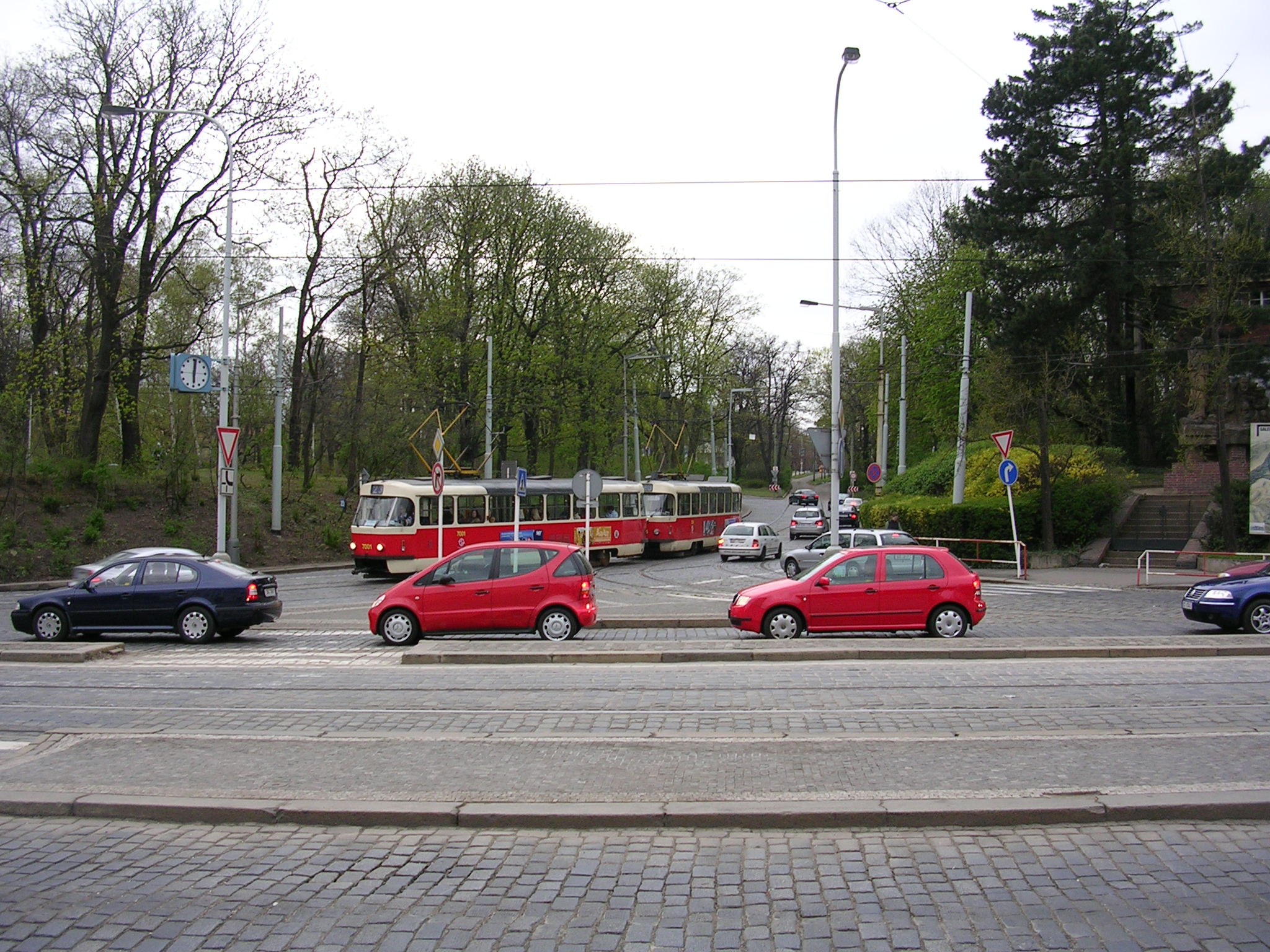
V popředí nástupní ostrůvky zastávky Chotkovy sady: přední dosud funkční, vzdálenější již zastávkou opuštěný

Trať je vedena středem ulice Badeniho v úrovni vozovky. Do trati v ulici Milady Horákové je zaústěna v úseku mezi zastávkou Hradčanská a obratištěm Špejchar či zastávkou Sparta, a to kompletním obloukovým propojením tvaru T; protilehlou ulicí Pelléovou tramvajová trať nevede. Křižovatka je vybavena světelným signalizačním zařízením. Poslední velkou rekonstrukcí prošla křižovatka v roce 1993, kryt tvoří žulová dlažba.
Přibližně tvar T má i kolejová křižovatka u zastávky Chotkovy sady, avšak zde hlavní směr původnější trati i pozemní komunikace vede obloukem z Chotkovy ulice do ulice Mariánské hradby, ačkoliv směrově je ulice Badeniho přímým pokračováním Chotkovy ulice. Mezi kolejovými oblouky a vozovkou z Badeniho do Chotkovy ulice je dopravní ostrůvek. Provoz na křižovatce je upraven jen dopravními značkami stanovujícími přednost v jízdě.
Zastávky Chotkovy sady byly dříve v obou směrech umístěny na nástupních ostrůvcích v úseku mezi propojovacími oblouky, tj. tak, že případné tramvaje jedoucí manipulačním obloukem v relaci Badeniho – Královský letohrádek přes zastávky nejely. Při poslední rekonstrukci (1994–1995) byla zastávka ve směru od Špejcharu k Chotkově přemístěna proti směru jízdy tak, že nyní leží ještě před rozjezdovou výhybkou křižovatky a nastupuje se z chodníku přes vozovku; trať je v této části esovitě vychýlena ze středu ulice blíže k západnímu kraji.
V případě výluk v oblasti zastávky Hradčanská, kdy tramvaje z Letné objížděly tratí kolem Pražského hradu, bývaly v Badeniho ulici v blízkosti křižovatky Špejchar zřizovány dočasné zastávky Hradčanská s provizorními panelovými nástupišti. V roce 1929 i 1938 bývala v okolí této křižovatky zastávka Bubeneč, v roce 1948 Špejchar.

## Doprava
Původní využití tratě byla doprava na všesokolský slet na Letné. V roce 1914 nebyla tratí vedena žádná pravidelná linka, trať sloužila jako manipulační.
V roce 1924 tratí projížděla okružní linka 2 obousměrně v relaci Klárov – Letná. V roce 1929 od Klárova touto tratí projížděly navíc i linky 7, 20 a 23 směrem k Prašnému mostu. Toto linkové vedení vydrželo nejméně do konce 40. let. V roce 1938 tudy projížděla i linka 22, v roce 1948 byla vedena opět kolem Hradu. V roce 1975 jezdily od Chotkových sadů k Prašnému mostu linky 2, 23 a 30. Po roce 1978 Badeniho ulicí několik let žádná denní linka nejezdila, pouze noční varianta linky 22, později označovaná 57. V roce 1990 již tratí projížděla i linka 18, ke dni zprovoznění tramvajové trati na Barrandov (29. listopadu 2003) se přidala i linka 20. V pravidelném provozu jsou tak nyní po trati vedeny linky 18, 20 a 57 v relaci Hradčanská – Malostranská. Oblouky Letná – Badeniho a Badeniho – Mariánské hradby v pravidelném provozu nejsou využívány.
V roce 2008 byla Badeniho ulice součástí objízdné trasy tramvají po dobu uzavírky trati na Letenské pláni kvůli výstavbě tunelu Blanka.